# つよきす
『つよきす』 (Tsuyokiss) は、恋愛アドベンチャーゲームおよびそのシリーズ作品。第1作はWindows用のアダルトゲームとしてきゃんでぃそふとから発売され、他メディア展開も行われている。
内容は強気なヒロインと学園生活を送る恋愛アドベンチャーゲームとなっており、公式なジャンルは強気っ娘攻略アドベンチャー。タイトルは、登場人物の特性を表すキーワード「強気」と学園ものらしさを表すキーワード「キス」を掛け合わせたものになっており、タイトルを逆から読むと「好きよっ（すきよつ）」となる。

## 沿革
- 2005年8月26日 - 第1作『つよきす』が発売。
- 2005年11月25日 - 書籍の刊行開始。
- 2006年3月29日 - オフィシャルファンブックが発売。
- 2006年4月 - 漫画版が連載開始。
- 2006年5月25日 - 第1作のPS2版『つよきす〜Mighty Heart〜』が発売。
- 2006年6月23日 - ドラマCD発売開始。
- 2006年7月1日 - 『つよきす Cool×Sweet』放送開始。
- 2006年12月15日 - 第1作のファンディスク『みにきす〜つよきすファンディスク〜』が発売。
- 2008年4月25日 - 第2作『つよきす2学期』が発売。
- 2008年6月23日 - 第2作のビジュアルファンブックが発売。
- 2008年9月30日 - 第2作のノベライズが刊行開始。
- 2009年5月19日 - 『略してっ!つよきすラジオ♪』配信開始。
- 2009年7月30日 - 第2作のPS2版『つよきす2学期 -Swift Love-』が発売。
- 2010年10月28日 - 第2作のPSP版『つよきす2学期 -Portable-』が発売。
- 2011年3月31日 - 第3作『つよきす3学期』が発売。
- 2011年12月22日 - 第1作の完全版『つよきす Full Edition』が発売。
- 2012年5月31日 - 第3作のPSP版『つよきす3学期 -Portable-』が発売。
- 2013年2月14日 - 第1作を再構成した『つよきす〜恋愛ソーシャルノベル〜』が配信。
- 2013年4月26日 - 第3作の完全版『つよきす3学期 Full Edition』が発売。
- 2013年12月20日 - メインキャラクターを一新した続編『つよきすNEXT』が発売。
- 2015年12月25日 - NEXTのファンディスク『つよきすFESTIVAL』が発売。

## 概要
本作は、主人公の視点をメインに描かれるマルチシナリオを読み進めていく恋愛アドベンチャーゲームである。
共通ルート（オープニング）が終了すると、マップ移動画面へ移行する。マップ移動を何日か繰り返すと個別シナリオへ分岐する。
各ヒロインは全員とにかく「強気」で、そのバリエーションは傲慢、孤高、高飛車など様々であるが、それぞれのルートの後半では主人公に（ツンデレでいうところの）「デレ」状態になる。
主人公と一部の端役を除いてフルボイス。また、特別な日付やゲーム中のキャラクターの誕生日にゲームを起動すると、専用の音声が再生される。
なお、本作では2ちゃんねるに関する話題が多く盛り込まれており、当時の世相を反映しているとみなすレビュアーもいる。また、主人公の名前が対馬レオであるため、物語やセーブタイトルという形で『ウルトラマンレオ』のパロディが用いられている。

## 舞台設定
架空の海浜都市「松笠」が作品の舞台。
私立の学園「竜鳴館」に通う主人公・対馬レオは2-Cに所属しており、幼馴染の伊達スバル、蟹沢きぬ、鮫氷新一と合わせて対馬ファミリーと呼ばれている。
竜鳴館は変わった校風をしており、成績不良者や素行不良者は「烏賊島」と呼ばれる竜鳴館所有の無人島で更生させられたり、体育祭は「体育武道祭」と呼ばれ、男子によるトーナメント方式のボクシングなどが行われたり、敷地内は治外法権となっており、風紀委員長は代々受け継がれてきた「地獄蝶々」と呼ばれる日本刀を所有したりするなどの特徴がある。また、竜鳴館の生徒会室は竜宮と呼ばれる別棟の二階にあり、物語の進行に伴って執行部メンバーとなった主人公とヒロインたちはここに集まることとなる。
第1作には『姉、ちゃんとしようよっ!』から登場人物がカメオ出演しており、両作品は世界観を共有していることが制作スタッフによって明らかにされている。また、『みにきす』に収録された『姉しよVSつよきす』では、両作の登場人物たちが競演している。

## ストーリー

### 『つよきす』のストーリー
主人公の対馬レオは、幼馴染である対馬ファミリー（蟹沢きぬ、鮫氷新一、伊達スバル）の面々とともに、私立の学園「竜鳴館」で平凡な日々を送っていたところ、従姉の鉄乙女との再会する。これがきっかけで、親公認の彼女との共同生活が始まり、彼女の誘いにより生徒会執行部に入部することになり、霧夜エリカ、佐藤良美、椰子なごみと関わるようになる。また、同時期に中学時代から因縁のある近衛素奈緒とも再び接点を持つことになる（『Mighty Heart』『みにきす』『Full Edition』）。美人だけど強気な女の子に囲まれ、レオの生活は大きく変化していくこととなる。

### 『つよきす2学期』のストーリー
物語は第1作にて誰とも付き合うこともなく、2学年の2学期を迎えた状態から始まる。対馬レオは進路を考えなければならない時期に何も夢が思いつかず悩んでいたとき、竜鳴館に波乱の転校生、橘瀬麗武が転入してくる。対馬レオは瀬麗武の隣の席となり、彼女が来たことにより周りが再び騒がしくなっていく。

### 『つよきす3学期』のストーリー
対馬レオの生活は春先に大きな変化が訪れた。夏の間に誰が先に恋人を作れるかという話を幼馴染メンバーで話していたが、結局誰も恋人を作らないまま時間は過ぎていった。2学期が過ぎ、3年生の鉄乙女は卒業を控える時期となった。そんな学年末の対馬レオの騒がしい毎日を描く。

## キャラクター
登場キャラクターたちの「声」はゲーム版のものを主に記述する。なお、ドラマCDの声優はゲーム版と同じである。
テレビアニメ版の声優については『つよきす Cool×Sweet』を参照。
下記の他、様々なモブキャラクターが存在し、その中には『姉、ちゃんとしようよっ!』からのゲストキャラクターである柊要芽も含まれる。

### 主人公
対馬 レオ（つしま レオ）
声 - なし（ドラマCD版は野島健児）
誕生日 - 10月10日
ゲーム版の主人公。
竜鳴館2年C組。これといった夢もなく、スバル、新一、きぬの幼馴染達と日々を遊んで過ごしていた。両親が海外出張中で、ゲーム開始時は一人暮らし。自室は仲間の溜まり場になっている。
周りに流され易い性格できぬにはよくヘタレ呼ばわりされているが、中学時代はスバルと一緒になって喧嘩に明け暮れる熱血漢であった。素奈緒と一悶着あって以降、「テンションに流されない」を信条にしている。しかし、根はあまり変わっておらず、ふとしたことで（主に友人や意中の異性や彼らの頑張りを否定されたり侮辱されたとき）かつての熱さを取り戻し、実力以上の力を発揮する。その代わり、周りが見えない状態になっており、後々後悔したりもする。
趣味はボトルシップで、ボトルを他人に触れられただけで我を忘れて激怒するほど熱中している。隠しているがけん玉もかなり得意。女の子が少し苦手。ゆえに童貞。エリカに憧れを抱いている。
乙女との共同生活が長期間になった3学期に入るころになると若干の変化が出始める。不良などとの揉め事では暴力での解決を極力避けるようになり、それまでの周囲が見えずに後先考えずに突っ走る熱血モードから、周囲の状況を読み死力を尽くして最善策をとり困難に屈しないというように変わってきている。
周囲からは「凡人」「普通」「小市民」といった目で見られており、本人もそれを自覚しているが、熱くなったときの爆発力と鉄一族譲りのタフネスさでそれを知る者からは一目置かれている。
やれと言われたことは何でもやりぬくタイプであり、事実乙女の課す殺人的に過酷な鍛錬メニューをこなしたり、シナリオルートによっては平均点程度の成績から一気に高得点をたたき出したり、超一流企業に就職できたりとかなりの才能を秘めているが、自分から積極的に自己を高めようという姿勢はない。
好みの女性は「守ってあげたくなるタイプ」。基本的にフェミニストであり相手が自分に好意的ではない女性であっても揉め事に巻き込まれているときは「勝手に体が動いてしまう」などで助けに入ってしまう。
なお、本人は早漏を自称しているものの、精力は絶倫である。

### 『つよきす』から登場するヒロイン
『つよきす』のPC版から専用エンディングが存在する女性キャラクターは鉄乙女、蟹沢きぬ、霧夜エリカ、椰子なごみ、佐藤良美の5名。主人公と恋愛関係にならないソフトは『みにきす』のみ。
鉄 乙女（くろがね おとめ）
声 - 青山ゆかり
身長 - 160cm、B83（1学期）→85（2・3学期）/W56/H83、誕生日 - 12月12日
レオの従姉で、学校ではレオより1学年上の3年生。規律に厳しく、生徒会副会長兼風紀委員長を勤める。また、学園では日本刀「地獄蝶々」を手に風紀を取り締まっており、鉄の風紀委員と恐れられている。レオの親に息子の根性を叩き直すように頼まれ、対馬家で同居生活を始める。幼いころのレオにとって姉に等しい存在であったが本編導入部の時点ではすっかり疎遠となっており、レオは乙女のことを忘れていた。
姉御肌でめんどう見がいい反面、頑固で融通が利かず、年下の相手に主導権を握られると不機嫌になる。素直な性格で騙され易いが、勘がいいので騙されたふうを装って態度を翻すことも多い。非常識ではないが少しズレている。クラスメートの女子からは「てっちゃん」と呼ばれている。
本人曰く「こう見えても体育会系」で、上からの理不尽や暴力は当たり前であり、それは目下の者にも及ぶ。口答えや反抗は許されない。その性格と思想ゆえに多くの生徒に頼りにされている一方、融通の利かない性格と相まって独善的な決め付けで物事を判断することも多い上、反抗する者を実力行使で捻じ伏せるため、一部の生徒からは「腕力に任せた恐怖政治」などと揶揄されて反発・不満も生んでいる。また、不可解な出来事が起きても、「気合」で片付けようとする。
同居生活を始める前までは実家の東京柴又で生活していた。草刈正人という俳優の大ファンであり、幼少期から彼の出演する時代劇を見ていたほか、視聴後は幼いレオを馬にして侍ごっこに興じていた。
将来の夢は「拳法家」であるが、「人に物を教えるのが好きな性分」という理由で「教師」や「保母」にもなりたいと考えている。
一騎当千といわれた武家の血を引く家に育ち、幼いころから鍛えているため、身体能力は常人離れしている。拳法部では主将を勤めており、全国大会で優勝した経験を持つ。滅多に刀を抜かないが、居合道も得意。また、学業でも優秀な成績を維持している。視力は2.5。
手先が不器用で、料理も下手。好物のおにぎりだけは唯一作れるが、見た目はかなり悪い。機械も苦手で、パソコンの画面を見ていると数秒でデジタル酔いをする。また、雷恐怖症である。
自分の名前である「乙女」にかけて純情可憐であることを意識しているが、周囲からはそうは思われていない。趣味は園芸で、引っ越して早々対馬家の庭弄りに精を出したり、そのツテでフラワーショップYASI（なごみの自宅）の常連客でもある。
同じく、タカヒロが脚本を務めた『真剣で私に恋しなさい!』のコンシューマ版の『真剣で私に恋しなさい!!R』では特定のルートのみ四天王一人として登場する。
蟹沢 きぬ（かにさわ きぬ）
声 - 金田まひる
身長 - 149cm、B78/W50/H79、誕生日 - 7月20日
レオの幼馴染で、長い間一緒に過ごしてきたレオや新一からは女として認識されていない。可愛らしい容姿をしているものの、言葉使いが荒く喧嘩っ早い。
一人称は「ボク」で、周りからは「カニ」、「カニっち」の愛称で呼ばれる。カレー屋「オアシス」で接客業のアルバイトをしている。
落ち着きがなく短気で負けず嫌いな性格であるが、根は単純で陽気な性格をしている。名前にコンプレックスがあり、下の名前で呼ばれるとキレる。気が強いと同時に泣き虫でもあり、「泣いてない、泣いてないもんね！」が口癖。朝に弱く、レオに起こされて登校するがいつも遅刻ぎりぎり。
誰にでもわけ隔てなく接し、明るくフレンドリーで前向きな振舞いから男女問わず友達が多い。ただし、馴れ合いを好まない椰子なごみからは「八方美人」とあまり快く思われておらず、心底から嫌い合っているわけではないものの、たびたび喧嘩する。ファッションなどのセンスがよく、幼馴染みたちの服を買うときは彼女が選ぶ。異性にモテており、よく告白されるがすべて断っている。
体育の成績はかなり良いが勉強を苦手としており、家庭内では優秀な兄と比較されている。しかし、外では日々楽天的に生きている。夢は（色々と邪まな思惑が入ってはいるが）「ゲームデザイナー」。
レオやフカヒレなどからは「可愛いが性格は悪い」と言われており、実際にかなり悪ガキじみた言動が多い上にガサツで、一般的な常識はあまり持ち合わせていない。度々レオやスバルが「保護者」としてフォローや躾を行うほどである。
「馬鹿以上でも馬鹿以下でもない、こいつは只の馬鹿なんだ」というスバルの評価通りであり、自分の割と悲惨な境遇にも持ち前の能天気さで深く悩まず、毎日元気でいられるタフネスさとポジティブさを備えている。
しかし、馬鹿ゆえに自分がレオに対して恋心を抱いていることに気付けないままでいる。反面、他のヒロインのルート上では自分以外の女性と仲良くなるレオにショックを受けたり、レオと仲良くなる女性に露骨な嫌がらせを行ったりもする。また、低い身長と小さな胸に強いコンプレックスを抱いており、たまり場になっているレオの部屋にグラマーな女性のポスターが張られたら有無を言わさず破り捨てるなど過激な行動に出ることも多々ある。
霧夜 エリカ（きりや エリカ）
声 - 北都南
身長 - 165cm、B84/W57/H86、誕生日 - 12月31日
レオのクラスメートで、竜鳴館の生徒会長を務めている。金髪のポニーテールで日本人とアメリカ人のハーフ。容姿端麗、成績優秀、運動神経抜群。何も無い所から自身の背景にバラを出すのが特技。その完璧さと高飛車な振る舞いから周りは尊敬と皮肉を込めて「姫」と呼ぶ。
親が巨大企業を経営しているお嬢様であるが、周囲にも壁を作らずフランクに接している。また、何事も自分が一番でなくては気が済まない性格で、イベントには積極的に参加する。彼女に憧れる人間も多いが、妬みや嫉妬心から特別扱いされる彼女を快く思わない人間も多い。そのズバ抜けた存在感から校内では浮いた存在となってしまい、唯一心を許せる親友は良美のみ。また、自身の権威や血筋に一切動じず腕力でも歯が立たない乙女には逆らえない。
幼いころから親族間の権力闘争を見てきており、いつかそこで頂点に立ち世界を牛耳るのが夢（野望）。また、周りには秘密にしているが館長に護身術を学んでおり、町の不良程度では問題にならないくらい強い。猫大好き。同性へのセクハラも好き（おっぱい星人）でやおいも好き。オヤジギャグも度々飛び出すなど、その様はスケベオヤジそのものであるが（親衛隊と呼ばれるファンクラブメンバーも含め）ほとんどの者はその事実を知らない。ただし、恋愛経験はない。美的センスがおかしく、よく変な物を欲しがる。
非常に優れた人材であるが単なる天才ではなく（彼女自身、自分のことを天才とは思ってない様子）、日々のたゆまぬ努力と持って生まれたセンスを磨くことで目的を達成していくタイプ。
椰子 なごみ（やし なごみ）
声 - 海原エレナ
身長 - 170cm、B87/W57/H88、誕生日 - 2月28日
レオの後輩でクラスは1-B。背の高いきつめの美人。「ウザイ」「キモイ」が口癖で、目障りな相手には「潰すぞ」と脅しをかける。エリカからは「なごみん」と呼ばれるが本人は嫌がっている。
孤独を好み、友達を作らずにいつも一人で行動している。身内意識が非常に高く、家族や心を許した相手以外にはキツイ言動を放ち、一切他人を寄せ付けない。レオたち上級生には一応敬語で話すが、誠意はこもっていない。きぬとは何かといがみ合っており、きぬには「ココナッツ」と呼ばれ、なごみはきぬを「カニ」または「甲殻類」と呼んでいる。また、きぬにだけは一切敬語を使わない。
成績はそこそこで運動も得意。趣味、特技である「料理」に強い思い入れがあり、食材を粗末にされたり適当なことを言われたりすると激怒する。辛党。
家業は花屋で「フラワーショップYASI」。彼女の会計能力と腕力の高さはここで培われた物である。
視力が悪く（遺伝）細かい作業のときはメガネをかけるが、コンプレックスがあるため普段はしていない。幼いころに父親を亡くしており、実はファザコン。マザコンな面もあり、母であるのどかを「マイマザー」と呼ぶ。
割りとマゾ気質があり、心を許した相手からの強い態度や押しに弱く、平手などでお尻を叩かれると興奮してしまう節がある。アンダーヘアが生えていないことにコンプレックスを持っている。
低体温で真夏でも黒いパンストやスカジャンを着用している。母親の遺伝でいくら食べても太らない体質。それを生かして料理研究の食べ歩きをしていることもある。
タッパのあるグラマラスなスタイルと威圧的な言動から、一見すると年不相応に大人っぽく見られがちであるが、内面は一途で子供っぽく負けず嫌い。心を許した相手への独占欲や依存心も強い。
公式ページで3回行われた人気投票では第1回と第3回で1位になっている。さらに、きゃんでぃそふと全ヒロインキャラの人気投票でも1位に輝き、『つよきす2学期』の第1回および第2回人気投票でも1位になっている。また、本作のヒロインでアナザーストーリーを描いたノベライズが数冊出ているのはなごみだけである。漫画版でも最終的になごみがレオの恋人になっている。ツンデレという言葉を体現するようなストーリーや人気の高さからフィギュアの宣伝文句では「最強のツンデレクイーン」と称される。
苗字の椰子は『仮面ライダー龍騎スペシャル 13RIDERS』に登場した仮面ライダーインペラーの変身者・湯村敏幸の誤植である椰子敏幸から来ており、椰子という名前が印象に残っていたタカヒロ氏はこの名前をインペラーの初期設定と誤解していた模様。
佐藤 良美（さとう よしみ）
声 - 草柳順子
身長 - 158cm、B88/W59/H88、誕生日 - 4月2日
レオのクラスメートでクラス委員長。生徒会ではエリカの補佐兼ブレーキ役を担う他、細かい実務面をほぼ一手に引き受ける。愛称は「よっぴー」であるが、エリカ以外に言われることを嫌がっている。
成績はかなりの上位で運動能力もかなり高い一方、苦労性で貧乏くじをよく引く。周囲に気遣いが出来て、真面目で誰にでも分け隔てなく優しく接することから人望があり、影ではその甘さから「砂糖さん」とも呼ばれている。その反面、たまに毒を吐くなど優等生らしからぬ本性を覗かせたりもする。夢は「お嫁さん」。
物語開始前からレオに明確な恋心を持っており、エリカと自分の写った写真の裏にレオの写真を忍ばせている。レオに対してさりげなく好意を示して誘惑している一方、レオがエリカに憧れを持っていることを知っていることへの遠慮から思い切った行動には出ていない。特定のヒロイン攻略ルートでは嫉妬を露わにしているシーンも見られる。
表面上は清楚な雰囲気の良家の子女を装っている。幼少時から夫婦仲の悪さを見せつけられ、親からろくに愛情を受けることなく育ち、実母によって汚らわしいものへの拒絶（その隠喩としての耽溺）を徹底的に植え付けられるなど、歪な育てられ方をした。冷え性と称して夏でも冬服を着用しているのもそのためであり、「汚い」という言葉に過敏に反応して取り乱す反面、汚らわしいもの（その象徴として性）に対する執着が異様に強く、ネットサーフィンをしては性的なサイトばかり見ていた。『つよきす』においてはレオに身体を許した後も、（育った境遇から）人を全く信用することができないため、性欲を満たす対象であるレオが裏切ったりしないよう徹底的に管理して拘束しようとする。エリカとはその本性を明かした上で受け入れあった唯一の親友であるが、展開によっては決別する道を選ぶ。
性的な目覚めは幼少時からと早く、実母からの抑圧が拍車をかけたためか性的に倒錯した嗜好をもつ（ニンフォマニア）。
『つよきす』のPC版での彼女のルートは初期状態では攻略不可能で、PS2版では大幅にストーリーが変更された。
父親は県議会議員をしているなど、エリカほどではないにせよ裕福な家庭で育っていはいる。しかし、両親の夫婦仲は最悪であり、良美が一人暮らしを希望する原因にもなっているが、両親を心底嫌っているわけではない。
母親は極めて独占欲と嫉妬心が強く極度の潔癖症でもあり、良美が幼少時に服を汚して帰宅したことで逆上して暫くの間食事を与えないという苛烈な罰を科すなど、良美に数々のトラウマを植えつけているが、彼女の性格も母親に大変よく似たものになってしまっている。

### 『つよきす〜Mighty Heart〜』から登場するヒロイン
『つよきす』のPS2版より登場し、以降の作品で専用エンディングを持つ女性キャラクターは近衛素奈緒のみ。
近衛 素奈緒（このえ すなお）
声 - 海原エレナ（PC版「A組女生徒」）、猪口有佳（PS2版）、神葉愛良（みにきす）、山田ミライ（2学期・3学期）
身長 - 163cm、B79/W53/H77、誕生日 - 10月10日
アニメ版の主人公。
『つよきす』のPS2版の追加ヒロインであり、レオの設定の根底に関わるキャラクター。 『つよきす』のPC版のモブキャラである「A組女生徒」が素奈緒の初登場であり、PS2版でも台詞を引き継いで登場していなかったルートでも登場する。
髪型は長いツインテールで色はマゼンタ。レオと同日に産まれた同学年生で2-A。演劇部の部長で脚本担当。「トサカ来る」「これ、正論」が口癖。自分の名前と「素直」とを掛けた発言をされるのを嫌う。成績は優秀で常に上位20位に入っている。ピーナッツバターが好物で、パン以外にもかけて食べる。豆乳も好物で夏は冷やして、冬はホットで愛飲している。
自分が正しいと思ったら突っ走るタイプで正義感が強いが、乙女やエリカとは違い、突出した能力のない普通の少女であるため、思考の柔軟性に欠けがちなこともあって、他者との無用な軋轢を生むことも多い。エリカが嫌い（向こうは興味がないため、名前すら覚えてない）であるが良美とは友人で、なぜエリカとつるんでいるか不思議がっている。同じクラスで気が弱い紀子を怒りながらも世話しているが、逆にからかわれることもある。考え方の似ている乙女を尊敬している。
中学時代はレオのクラスメートで、互いに好意を寄せていた。しかし、ある事件をきっかけにお互いの考え方の違いから激しい口論となり、以降は互いに歩み寄ることなく避け合っている。現在でこそレオとは廊下などですれ違うたびに強く対立しているが、内心は未だに中学時代の気持ちを引きずっており強くレオのことを想っている。腑抜けたというレオの姿を見るたびに不機嫌になり、逆に熱血モードに入るレオを見ると赤面して見惚れるほどである。レオが自分以外の女性にだらしなくしている姿を見ると途端に怒り出す。
母親は舞台女優であり、彼女の演技に懸ける情熱はその影響が強い。父親は警察官であり、強い正義感や義務感は父親譲り。
その非常にアクの強い性格から友達はそれほど多い方ではないが、少ない友人には極めて親身になるタイプ。また、年ごろの女の子らしく恋占いやおまじないなどにも興味を持っている。
小ぶりな胸にコンプレックスを抱いており、胸の話題を振られると逆上する。寝相は文字通り殺人的で無意識に何でも抱きしめる癖があり、隣人を臨死体験させるほどであるが、本人は気付かない上に朝になると元通り自分の布団の上に戻ってくる。

### 『つよきす2学期』から登場するヒロイン
『つよきす2学期』のPC版より登場し、以降の作品で専用エンディングを持つ女性キャラクターは橘瀬麗武のみ。
橘 瀬麗武（たちばな せれぶ）
声 - さくらはづき
身長 - 159cm、B82/W54/H83、誕生日 - 11月3日
『つよきす2学期』のPC版から登場するヒロイン。海軍司令官の娘で橘平蔵の姪。凛とした姿に鋭い眼光、そして長い銀色の髪をなびかせ、首にはサイレンサー（金属音がしないように付けるゴム）の付いたドッグタグをつけている。あだ名は「お嬢」。エリカからは「銀ちゃん」や「銀子ちゃん」と呼ばれている。
独特な感性に時折粗暴な言動が目立つ。橘家ということもあり、身体能力は常人を超えているが力の加減ができない。また、料理ができなかったり、機械をいじれなかったりと欠点も多い。学園の教科では英語のみ得意。父親のことを「父様（ととさま）」と呼び、尊敬している。また、父親の影響から力こそ全てと考えている。
趣味はリボンの収集や武器の収集。特にナイフなどの短剣を集めることを好みダーツも趣味。ナイフやダーツを持つと、たとえおもちゃであっても不気味に微笑む。
2学期初めに竜鳴館に乗り込む。その後、レオのクラスに転校し、席もレオと隣同士になる。また、生徒会総選挙の際は彼女も生徒会役員として加わる。
背負っている身の丈ほどもある刀の名前は「曼珠沙華（まんじゅしゃげ）」。橘家に伝わる由緒正しい刀であり、乙女が持つ「地獄蝶々（じごくちょうちょう）」とは対を成す刀である。「地獄蝶々」は死別した母親との思い出であり、自分の手に戻すことを望んでいる。
やや小さめの自分の胸にコンプレックスを持っており、胸の話題になると不機嫌になることが多い。また、タイミングが悪く、レオと他人が瀬麗武の視点からでは誤解を招きそうな発言をしているところに頻繁に出くわしてしまう。
同社の別作品『もっと 姉、ちゃんとしようよっ!』では「橘 麒麟児」（たちばな きりんじ）の従姉妹としてカメオ出演している。

### サブヒロイン
この節は作品によっては専用エンディングが存在する女性キャラクターの一覧。
大江山 祈（おおえやま いのり）
声 - まきいづみ
身長 - 155cm、B90/W59/H90、誕生日 - 8月16日
2-CのHR担任教師で英語を担当している。生徒会の顧問。巨乳で胸元の開いた服を着ていることが多い。占いが得意で、時には怪しげな術も使う。生徒からは「祈先生」、「祈ちゃん」と呼ばれている。
愛読書は「4と3/4チャンネル」（元は愛読書の1コーナーであった）で月刊誌と増刊が確認されている。内容は一般人には解読困難かつ危険な魔術が満載しているという代物である。
超マイペースでいつもお菓子を持ち歩き、土永さんというオウムを連れている。見た目も喋りもボケっとしているが、授業はスパルタ。成績不振者には問答無用で補習、さらに悪い場合だと烏賊島への島流しを宣告する。英語が分からない相手に対して英語で罵声を浴びせることもある。
めんどうくさいことが嫌いで、遅刻常習者。クラスの問題事に対しては騒動を抑えるどころか積極的に参加するが、責任が及びそうになると即逃亡する。教師でありながら乙女から注意されることも多い。また、2-Aの担任教師とはライバルで、体育祭やテストの成績でよく賭けをしている。運動はあまり得意ではない。
ほとんど毎日遅刻しており、毎朝のHRでは土永さんが遅刻する旨を生徒に伝えると蟹沢きぬの「遅刻多いぞ祈ちゃん」から土永さんのありがたい話などに繋がることが恒例になっている。
幼いころ、行方不明となった双子の姉妹がいる。そして、実は強い霊感の持ち主で、その姉妹を何度もトレースして「闇」を観る体験を繰り返していた。レオと結ばれた後も、そのくびきは彼女を縛り続けた。
『つよきす』のPC版では攻略対象であったが、PS2版では攻略対象から外れ、出番もPC版より減っている。また、『つよきす2学期』でも攻略不可であったが、PSP版で再びヒロインとなっている。『つよきす3学期』のPSP版で再び攻略対象から外れる。
楊 豆花（やん とんふぁー）
声 - 海原エレナ
身長 - 158cm、B84/W52/H83、誕生日 - 8月1日
レオのクラスメートで、きぬや真名と仲がいい。中国からの留学生で、日本語は堪能で成績は上位。小さい「っ」が発音できず、会話はやや苦手であるが古文や現代文は成績不良者に教えるほど得意。ことわざや格言もたくさん知っており、実は日本人なのではないかと疑われている。料理部部長。ファンブック収録ショートストーリーや特定のヒロインのルートでは屋台のラーメン屋でアルバイトをする姿も見られる。家族や親族を純粋に大事に思っている。
場の空気を読めない真名を何かとフォローしており、同じくきぬのフォローで苦労しているレオとは話が合う。また、ファッションやメイクにも詳しいが、料理をする上で邪魔になるためマニキュアはしない。
ソフガレノベルズ版には彼女がヒロインのストーリーが収録されている。
『つよきす2学期』のPS2版とPSP版、『つよきす3学期』のPC版とPSP版では攻略対象となっている。
浦賀 真名（うらが まな）
声 - 草柳順子
身長 - 161cm、B82/W54/H80、誕生日 - 3月21日
レオのクラスメートでサッカー部所属。豆花と行動することが多く、留学生の彼女に古文などを教えてもらっている。きぬと並ぶ成績不良者。趣味は陶芸。怪しげな関西弁を用いる。周囲には空気が読めないことで有名であるが、本人に自覚はない。明るく鈍感であると同時に繊細な一面もあり、上がり症である。
ファンブックには彼女がヒロインのショートストーリーが掲載されている。
『つよきす2学期』のPS2版とPSP版、『つよきす3学期』のPC版とPSP版では攻略対象となっている。

### 対馬ファミリー
作中では下記の2名と対馬レオ、蟹沢きぬの4名で対馬ファミリーと呼ばれる幼馴染グループを形成している。4名の関係が続くエンディングも存在する。
メンバー全員の家庭環境は良くない彼らが、家族と同じような安らぎを得るために無意識に作ったコミュニティ。
基本的に騒動やギャグは新一ときぬが原因であり、それをレオとスバルで突っ込んだり後始末をすることが多い。
鮫氷 新一（さめすが しんいち）
声 - 間寺司
誕生日 - 11月11日
レオの幼馴染。自らは「シャーク」と称しているが、周囲は「フカヒレ」と呼ぶ。眼鏡キャラクター。本作のギャグシーンはほとんど彼が絡んでいる。きぬに並ぶほどの成績不振者で、成績最下層のクラスメートは彼を基準に競争しあっている。
生粋のオタクかつエロゲーマーで、周囲から相手にされなかったり、冷たくされたりするとしばしばゲームに逃避する。好みの女性は、幼女からお姉さんまで幅広い。目測でバストサイズを計測出来たり、エロゲーに登場する女の子のスリーサイズを覚えていたりと無駄なところで才能が発揮される。姉にいじめられた過去の経験から、女の子にきつく当たられるとトラウマが発症する。当然女性の嗜好に「姉萌え」はないとのこと。たまに悪巧みを企てるがほとんど失敗する。
走るのには少し自信があり、逃げ足だけは速い。ギターが得意（路上でやっても恥をかかないレベル）であるが、小心者のために演奏はレオ達の前で時折行う程度。容姿は周りから「ブサイクの部類に入る」「猿顔」「おげちゃ」と評されている。しかし、きぬからは「黙ってればそれほど（ブサイク）でもない」とも言われている。己の欲望をダイレクトに口にしてしまう癖があり、その内容の下劣さから女性からの評価は最低に近い。
器としては優秀らしく、祈先生に色々と憑依させられている。
ギャグパートにおける活躍が目立ち、周囲から弄られキャラとして愛されている（いたぶられている）。対馬ファミリーの中ではメンバーの心情をよく観察できている人間であり、彼の助言やフォローが物語で重要な役割を持つことも多い。また、音楽活動全般は得意分野であり研究熱心でもある。
伊達 スバル（だて スバル）
声 - 柵間拓哉（つよきす・みにきす）、藤景吾（2学期・3学期）
誕生日 - 9月13日
きぬや新一と同じくレオの幼馴染み。陸上部。レオ達とは同級生であるが大人っぽくクールな性格で、兄貴分兼保護者のような立場でレオ達の世話をさりげなく焼いている。クールに事なかれ主義を装いながらも、非常に仲間思い。また、なごみほどではないものの、料理が得意。
大人びた雰囲気や見た目の良さに加え、運動も得意としていることから、女子に人気があるが、基本的に媚びず群れずの孤高の性分で、ごく少数の親しい仲間を除いて周囲とは距離を置いている。一方で、男子からは不良のような見た目や周囲を寄せ付けない雰囲気から敬遠されており、レオ達以外に親しい友人と呼べるものはいない。幼馴染のレオとは特に仲が良く、ことあるごとに肉体関係を匂わせる冗談を言っている。
喧嘩がかなり強く、体育武道祭の格闘トーナメントでは拳法部の洋平と並び優勝候補と目されている。成績はきぬや新一と同様に悪いが、陸上部のホープとして期待されているため、大目に見られている。母親不在から母子相姦とブルマが好き（ブルマは単なる趣味）。
乙女が来る前、レオの食事の世話と朝に起こすことは彼の役目であった。気心の知れた仲間が集まるレオの部屋を「聖域」と考えており、表立って口には出さないが、対馬家へ乙女がやってきたことをあまり快く思っていない。
父親はかつてオリンピック選考に残るほどの陸上選手であったが、挫折により酒びたり女漬けの自堕落な生活を送っており妻は愛想を尽かして出て行くなど、家庭環境は崩壊している。また、スバルは父に憎悪すら抱いている。同様の理由から、高校生でありながら深夜「寂しいお姉さん達」相手の夜のアルバイト活動に精を出したりしている。

### その他のキャラクター
以下は攻略不可のサブキャラクターである。

#### 竜鳴館のキャラクター
竜鳴館にて登場するサブキャラクター。
橘 平蔵（たちばな へいぞう）
声 - 川中嶋悟（つよきす・みにきす）、比留間京之介（2学期・3学期）
誕生日 - 3月14日
学園の館長で、米軍から「彼が戦争に出撃していたら勝敗は分からなかっただろう」と言われるほどの最強の肉体と精神を持つ。拳法部の顧問で、超人的な技を披露することも多い。「侠・義・漢」の3つ単語のうち、何か1つでも入っていたらどのような陳情でも認める豪快な人物で、学園の運営でも一風変わったテストやイベントを行っている。「漢」について熱い持論や哲学を持ち、思想の歪んだ者を一晩で更生させる。厳格なイメージがあるが生徒たちの学園生活においては自主性を重んじ、ほとんど束縛していない。キャラクターのモチーフは中国の英雄。学園から見える烏賊島は、自然を壊すことを嫌った彼が丸ごと買い取った。竜鳴館の女子体操着がブルマなのは単に彼の好み。「ヘリから投下された鋼鉄を拳で打ち砕く」「氣で小型艇を爆破する」「道場破りをして集めた看板でイカダを作り、太平洋を横断した」などの数多の超人的エピソードがある。なお、童貞である。
劇中においては乙女を凌ぐ最強クラスのキャラクターであり怪光線と共に繰り出される催眠術（平蔵マジック）や気合を注入して桜の開花を早めたり、局地的な気候干渉・変動すらも可能というほとんど不可能の無い人物である。
西崎 紀子（にしざき のりこ）
声 - まきいづみ
身長 - 160cm、B86/W58/H86、誕生日 - 2月22日
レオ達と同学年で2-A。広報委員会に所属し、活動の一環でよくカメラを持ち歩き、写真撮影を行っている。気弱な上にかなり口下手で、ほとんどの感情を自分にとってもっとも発音しやすい「くー」の一言で表現する。何を言っているかは2-Aのクラスメート達には何となく見当がつく。写真撮影をするために色々と出歩くので運動は得意で、とあるルートでは積極的にC組に対抗する場面もある。勉強もそこそこ出来るが数学（計算）ができない。スタイルがいい（Dカップ）。
素奈緒や村田に懐いており、特に村田と一緒に行動することが多く村田もめんどうを見ているため、度々素奈緒から仲が良いと言われる。主人公に懐くルートもある。
村田 洋平（むらた ようへい）
声 - 中本伸輔
誕生日 - 2月22日
2-Aのクラス委員長。「難儀だな」が口癖。学年2位の頭脳の持ち主でありながら拳法部では乙女に次ぐ実力者。蹴り技が得意。部の主将である乙女を尊敬しており、またエリカにも憧れている。自分に懐く紀子を、何だかんだめんどうを見ており、一緒に行動することも多く度々素奈緒から仲が良いとからかわれている。たまにワルを気取るが、本質的にはお人よし。超絶に不細工な12人の妹を持ち、よく自分の妹を知り合いに押し付けようとする。C組のレオをライバル視しており様々なルートで熱い火花を散らすが、理由もなく敵対することはなく、場合によってはゲームで仲良く対戦することもある。また、レオたちのことも学園の仲間としっかり思っているようで、共通の難題や敵が現れたときは、なんのわだかまりもなく協力し合う。レオや紀子たちが馬鹿にされたときに本気で怒るなど、彼も仲間思いのツンデレである。なぜか他人になかなか名前を覚えてもらえず、レオによく名前を間違われる。
文武両道で家事も出来てリーダーシップもあるのだが、対戦相手を舐めてかかる悪癖があり、一度劣勢になると焦りから実力を発揮できないことが多い。
土永さん（つちながさん）
声 - 川中嶋悟（つよきす・みにきす）、比留間京之介（2学期・3学期）
祈の側にいるオウム。人間とコミュニケーションを取れるほどボキャブラリーが豊富。毒舌で祈の代わりに痛い本音を喋ることが多いが、調子に乗りすぎて自分が追い込まれるとただの鳥のフリをし始める。やけに古い知識を持ち、よく人生について渋く熱く語るがその内容は主に昭和初期の内容。また、『つよきす2学期』ではありがたい話として豆知識を語るようになる。縁日で捨て値で売られていたところを祈に買われた過去があり、祈の家では家事をこなしている。鳥なのに鶏肉が好物で、インコと間違えられることを嫌う。たまにサングラスをかけているが、校則違反なので乙女に没収されている。
ソフガレノベルズ版には彼の日常を追いかけたエピソードが収録されている。
一人称は「我輩」。非現実的なことを嫌い、シニカルな性格をしており、後述の権田瓦さんとはそりが合わない。命名の由来は祈によると「じっと見つめていると顔の輪郭が語感的に『土永さん』と言う気がしてくる」とのことから。
イガグリ
声 - 中本伸輔
レオのクラスメート。野球部所属で本名は不明。成績は新一と競い合うほど悪い。田舎から出てきたのでいつも「〜だべ」と田舎口調で喋っている。『つよきす2学期』では伊賀愚李とも呼ばれる。好きな女の子は野球部のマネージャー（顔もスタイルも養豚場の豚のよう）で、ライバルのマルガリと取り合っている。フォークボールを投げられる。テスト中はよく消しゴムのカスを集めて遊んでいる。
『つよきす3学期』では1年の北海道牛子という顔もスタイルもホルスタインのような女生徒を鉢巻先生と取り合おうとしている。
鉢巻先生（はちまきせんせい）
声 - 間寺司
誕生日 - 5月5日
一部のルートのみ登場する竜鳴館の体育教師。授業中に男子生徒を引き連れて女子生徒の授業風景を見に行くなど、授業態度は真面目とは言えない。常に笑顔を絶やさないことをモットーとしている。
『つよきす2学期』では立ち絵が追加され共通ルートでも登場するようになる。サングラスに竜鳴館ロゴ入りジャージ姿であり、顔の特徴からキモメンと呼ばれていた。また、なごみのクラスである1-Bの担当教師になり、なごみに竜鳴祭を積極的に行動するように促していた。
※以下は『つよきす2学期』から追加されたサブキャラクター。
霧島 あかり（きりしま あかり）
声 - 青山ゆかり
身長 - 153cm、B86/W59/H84、誕生日 - 6月28日
2-Aの担任教師で、化学を担当している。自称永遠の18歳であるが、実年齢は24歳である。女子生徒に対しては誰に対してもフレンドリーであり、生徒を名字ではなく名前で呼んでいる。
男性恐怖症であり、授業でも必ず男子生徒とはある程度距離をとり当てないようにしている。そのため、男子に一定以上の距離に近づかれると、失神するか教室から逃走するという噂がある。
第一化学実験準備室を自分の滞在場所にしており、生徒からはあかり先生の巣と呼ばれている。なお、この部屋の前にも男子禁制と書いてある。
竜鳴館教師の例に漏れず個性が際立っており、数々の珍発明や実験を行い、校内での揉め事の発生源となっている。
時折、ジャガイモの澱粉を使った実験、ニトログリセリンの合成など化学とは関係ない授業もやる。通勤には車を使っている。
権田瓦さん（ごんだがわらさん）
声 - 陳幻齋
人語を解する海亀科のタイマイ種。首に「瀬麗武」と書かれた首輪をつけて宙に浮いている。海上で瀬麗武に拾われて以来、行動を共にする。
名前は瀬麗武に顔とフィーリングで決めてもらった。瀬麗武は「非常食にエサを与えるのは本末転倒」という理由でエサを与えていない。愛称は「ゴン」や「ゴンダ」。自分のことを「カメ」と呼ばれることを嫌う。一人称は「某（それがし）」。
自分をゆとり世代に生まれたと語り、生徒たちに自由に伸ばし夢を追い求めることを語る。そのため、厳しくも常に現実を見ることを話す土永さんと仲が悪い。海亀であるが、ゴーグルがないと海水を顔につけることができず、泳ぐことができない。おしゃれサングラスをかけることもある。ショックを受けると「ソーバッド」と叫ぶ。

#### 学園外のキャラクター
竜鳴館以外で登場するサブキャラクター。
椰子 のどか（やし のどか）
声 - 海原エレナ
身長 - 166cm、B88/W58/H88、誕生日 - 12月1日
なごみの母親。花屋を経営している。娘とは違いのんびりした性格で、話し方も特徴的。運動は出来る。夫を10年前に失っており、今日まで女手ひとつで遺された娘と花屋を守り続けてきた。ただし、家事の才能は壊滅的で、家の中のことはほとんどなごみがやっている。最近は再婚を考えているが、反対するなごみとの間に軋轢を生み、悩んでいる。『つよきす2学期』では再婚をしており、姓が天王寺になっている。
ファンブックによると、竜鳴館の前身である竜胆館の卒業生で、なごみの父とは当時から交際しており結婚に至ったという。ソフガレノベルズ版には彼女と娘の「親子どんぶり」のエピソードが収録されている。また、彼女もアンダーヘアは生えていない。
おっとりしているようであるが芯は強く、頑固で押しも強く、レオの冗談にも平気で付いていくなどノリの良い性格をしている。
テンチョー
声 - 柵間拓哉（つよきす・みにきす）、藤景吾（2学期）
きぬのアルバイト先のカレー屋店長。出番は比較的多めであるが立ち絵が無く、喋る際には画面中央にイラストが表示される。インド人のような格好をしているが、出身地はアメリカのペンシルベニア州で本名はアレックス。カレーに対して思い入れが強く、中途半端にカレーを作ることは許さない。常連客のなごみもテンチョーの料理の腕前には一目置いている。
性格は「ウザい」「カレー以外については最低」という周囲の評価で、売り上げが伸びれば構わない、という面もあるが、料理人としての矜持と技量、人物を見る目は持ち合わせている。
時々唐突に店を閉めて、伝説のスパイスや食材をゲットするために旅立つことがある。ソフガレノベルズ版ではレオを無理矢理インドへ同行させている。外国風に訛った日本語を用いるが、食材を言うときだけ訛らない。
経営するカレー店「オアシス」は度々大食いや激辛の挑戦企画を行っているが、ほとんどは蟹沢きぬの発案である。しかし、来店する客に辛党のなごみや無制限に飲食できる乙女・瀬麗武などがおり、その都度泣きを見ている。また、常に新作カレーの研究も行っている。
マダム
声 - 金田まひる
きぬの母親。立ち絵はない。夫は大学教授で、長男は学会で度々手柄を立てるほど優秀。おバカなきぬのことは「出涸らし」と呼び、放置している。毎朝、マダム「アレ嫁にもらってくんない？」→レオ「（珍プレー話）…ような娘はちょっと」→マダム「そうよね、私が男だったら絶対イヤだもの」という会話をレオと交わす。「松笠の呂布」の異名を持ち、空き巣をビンタ一撃でノックアウトしたことがある。あまりに強烈な値切り交渉などで商店街からは警報が出るほど恐れられている。
『つよきす2学期』ではテンチョーと同じように喋る際に画面中央にイラストが表示されるようになった。
型破りでパワフルではあるが一般的な常識と高い家事能力を持ち、その方面ではスバルの師匠となっている。また、若いころは現在ほど濃いキャラクターではなく声もドスが効いていない。
天王寺（てんのうじ）
声 - 柵間拓哉
のどかの再婚相手。立ち絵はない。何とかなごみに認めてもらおうとしているが、なごみには一方的に拒絶され続けている。なごみルート終盤でレオと付き合い始めて精神的な余裕が出来たなごみと和解する。かなりの人格者で、のどかとの結婚後は退職してのどかの花屋で働く予定。「オッサン」と呼ばれると怒る。
柔和で落ち着いた印象のある人物であるが、若いころはそれなりにやんちゃをしていたとのことである。また、仕事は出来る男である。
※以下は『つよきす2学期』から追加されたサブキャラクター。
橘 幾蔵（たちばな いくぞう）
声 - 陳幻齋
誕生日 - 3月21日
松笠海軍の司令官。瀬麗武の父親であり平蔵の兄。左目に眼帯と体に無数の傷があるのが特徴。「松笠の古狼」という二つ名を持つ生きた伝説。どんな窮地でも必ず勝利を呼び込むと称され、不可能を可能にする漢とも呼ばれる。強きものが勝ち弱きものがひざまずくという考えを持ち、平蔵の心を鍛えて強くしていくという考えと対立している。そのため、平蔵のことを「愚弟」と呼び、殴りあう場面もある。普段は松笠の古狼の巣とも呼ばれる戦艦初日に滞在している。
瀬麗武のことを溺愛しており、瀬麗武が関わる学園行事の日になると必ず影から応援に駆けつけている。多くの武勇伝が残されており、「大型ミサイルを拳一本で打ち返した」「敵地を潰しに行く際、支柱一本とダンボール一つで突撃した」などの数多のエピソードがある。しかし、初登場時は戦艦から飛び降りるほどの度胸と身体能力をみせるも、着地に失敗してこけるなど少しドジ。潜入するときはダンボールを使うことに拘っているが、生徒にすぐに見つかり怪しい物体だと認識されている。
かつては冷酷非情と呼ばれていたが、娘のためにはいかなる援助も惜しまない子煩悩さを持ち、『つよきす3学期』のPSP版の瀬麗武後日談では意外な面を見せる。
世界観を共有する『もっと 姉、ちゃんとしようよっ!』に登場する主人公の友人「橘 麒麟児」の存在から、幾蔵・平蔵にはさらに兄弟がいることが判明している。
※以下はこれまで設定上存在したが、『つよきす3学期』で初登場したサブキャラクター。
鉄 陣内（くろがね じんない）
声 - 比留間京之介
鉄乙女の実家に住む祖父で格闘家。半世紀前の大戦時、存亡の危機から国家を守り抜き、攻勢に転じていれば世界に日の丸を揚げたであろうと称された生きる伝説。橘幾蔵、平蔵兄弟を小童（こわっぱ）と呼ぶほどの豪傑。正月に挨拶にきたレオと従兄弟の琢磨を鍛えるべく、世界に48箇所あるとされる龍穴（りゅうけつ）巡りを三日ほどで強行した鉄流（くろがねりゅう）師範。立ち絵はない。レオにとっては母方の祖父（陣内の娘がレオの母親）。
性格や能力は「乙女さんを10倍にした感じ」とレオは語り、快活闊達、世話焼きで、幼い孫達にサンタクロースの扮装をしていたこともありと家族思いであると共に、空中を超音速で駆け回るなど反則のような言動を普通にやってのける。雷の直撃を受けても「エレクトリック」と言うだけで、全治二週間程度の傷で済む頑健さを誇る老人である。
陣内の母（レオや乙女の曾祖母）も超人的な能力を持ち、幼い乙女とレオを背負ったまま時速200キロメートル超で松笠海岸道路を疾走し「ジェットババア」の都市伝説を生み出している。
鉄 琢磨（くろがね たくま）
声 - なし
鉄乙女の実の弟でレオの従兄弟。年齢もレオと近いため、幼少のころは乙女と共に三人で遊んだりもした幼馴染でもあり、鉄家ではたいへん珍しい一般人。正月に実家に戻っていたが、祖父の陣内の思いつきで龍穴巡りという鍛錬とも拷問ともつかない修行の旅にレオと共に巻き込まれることになった。立ち絵はない。サッカーが得意で北海道の名門校に推薦入学している。
幼いころに「アレ」と呼ばれる乙女の制裁をレオの眼前で受け、レオ共々トラウマになるほどのショックを受けていたりもした。また、幼稚園時代には「限界までくすぐったらどうなるか？」という乙女の実験台にされ、失禁するまで笑わされたりと散々な目にあっている。
レオ同様の一般人ではあるが「地元の喧嘩では負けなし」という腕っ節の強さを持ち合わせている。

## タイトル一覧
シリーズのラインナップは以下の通り。

### 『つよきす』関連
つよきす
2005年に発売された第1作。攻略対象は鉄乙女、蟹沢きぬ、霧夜エリカ、椰子なごみ、佐藤良美、大江山祈の6名。
つよきす〜Mighty Heart〜
第1作の家庭用ゲーム版。近衛素奈緒が新たに追加された。他のヒロインのイベントも追加されたが、佐藤良美ルートの一部と大江山祈ルートは削られた。
みにきす〜つよきすファンディスク〜
第1作のファンディスク。Hシーンを追加した近衛素奈緒のルートが収録されている。その他に『姉しよVSつよきす』『なぞきす』『強打（つようち）』なども収録されている。
つよきす -Full Edition-
『つよきす』と『みにきす』のロットアップを受け、第1作に『Mighty Heart』と『みにきす』の内容を追加した完全版。『みにきす』に収録された『姉しよVSつよきす』も収録されている。

### 『つよきす2学期』関連
つよきす2学期
第2作。2007年4月1日に公式サイトのエイプリルフール企画として作ったキャラクター、橘瀬麗武を新たに追加した続編。
つよきす2学期 -Swift Love-
第2作の家庭用ゲーム版。PC版でサブキャラクターであった楊豆花と浦賀真名の専用ルートが追加された。
つよきす2学期 -Portable-
第2作の携帯用ゲーム版。第1作のPC版以来、攻略対象から外れていた大江山祈のルートが追加された。

### 『つよきす3学期』関連
つよきす3学期
第3作。今まで登場した全てのヒロインが攻略可能。2011年3月25日に発売が予定されていたが、東日本大震災の影響で発売が延期された。
つよきす3学期 -Portable-
第3作の携帯用ゲーム版。再び大江山祈のルートが削られ、伊達スバルの専用ルートと楊豆花と浦賀真名二人の共通ルートが新規に作成されている。
つよきす3学期 -Full Edition-
『つよきす3学期』と『つよきす3学期 -Portable-』を担当したライターさかき傘のシナリオだけで再編された完全版。『みにきす』のゲーム『なぞきす』も再編収録された。

## 主題歌

### 『つよきす』の主題歌
オープニングテーマ「Mighty Heart 〜ある日のケンカ、いつもの恋心〜」
作詞・作曲・歌 - KOTOKO / 編曲 - 羽越実有 / プロデュース - I've sound
エンディングテーマ「Isolation」
作詞 - KOTOKO / 作曲・編曲 - C.G mix / 歌 - 怜奈 / プロデュース - I've sound

### 『つよきす2学期』の主題歌
オープニングテーマ「Swift Love 〜健全男子にモノ申す〜」
作詞・歌 - KOTOKO / 作曲・編曲 - 井内舞子 / プロデュース - I've sound
エンディングテーマ「親愛なる君と未来へ」
作詞・作曲・歌 - 片霧烈火 / 編曲 - 柳英一朗

### 『つよきす3学期』の主題歌
オープニングテーマ「☆虹色ロックンロール♪」
作詞・歌 - 詩月カオリ / 作曲 - 中沢伴行 / 編曲 - 中沢伴行・尾崎武士 / プロデュース - I've sound
エンディングテーマ「To Your Kiss!」
歌 - Rita / 作詞・作曲・編曲 - 天道紅緒 / プロデュース - ARIELWAVE

## スタッフ

### 『つよきす』のスタッフ
きゃんでぃそふとの前作にあたる『姉、ちゃんとしようよっ!』と同じく、企画・シナリオをタカヒロ、キャラクターデザインおよび原画を白猫参謀（旧・最神扇道）が担当している。
音楽も『姉、ちゃんとしようよっ!2』から引き続きI've soundのプロデュースである。

### 『みにきす』のスタッフ
『つよきす』の企画・シナリオを担当していたタカヒロがきゃんでぃそふとの母体であるインターハートを退社したため、『みにきす』本編の追加シナリオと『なぞきす』のシナリオはつんでれ☆がちゃっくが担当し、『強打』のシナリオは前作までCG着色を担当していたryoが担当している。また、追加の原画はフェザードの吉野恵子が担当した。
『姉しよVSつよきす』での担当声優はそれぞれの原作と同じである。

### 『つよきす2学期』のスタッフ
シナリオは新人のNOBが担当し、原画は新たに真広雄海が担当することとなった。また、新たな装飾デザインを猫屋くりこが担当している。
BGMは一色由比が担当している。

### 『つよきす3学期』のスタッフ
メインヒロインのシナリオはこれまで二次元ゲームノベルズにて本作の小説版を手掛けてきたさかき傘が担当している。そして、サブヒロインのシナリオを熊川貴族が担当し、原画は奏汰が担当している。
音楽は一色由比、TAKAO、I've Soundが担当している。

## 反響

### 売り上げ・ランキング
第1作はPC NEWSセールスランキングの2005年8月後半・9月前半に1位を記録した。きゃんでぃそふととしては同ランキング1位は初めて。2005年の年間ランキングではPC NEWSで6位、げっちゅ屋で4位の売上となっている。発売は2005年の8月であるが2006年になっても売れ続け、PC NEWSの年間セールスランキングにて53位に入っている。
PS2版である『つよきす〜Mighty Heart〜』はファミ通のクロスレビューにて4人から合計32点 (8,9,7,8) の評価を受けゴールド殿堂入りした。2006年の年間売上はファミ通調べで約3.3万本、メディアクリエイト調べでは2.9万本とされている。
『つよきす2学期』はTECH GIAN調べで2008年の8位。PS2版である『つよきす2学期 -Swift Love-』の2009年の年間売上がファミ通調べでは約1.4万本、メディアクリエイト調べでは約1.5万本とされている。

### 評価
IGNの歐陽宇亮は、本作について、秀逸なキャラクターデザインと軽快なシナリオによって愉快な世界観を作り出すことに成功したことや、恋愛風景の多様性を描き出したことを評価し、日常系の傑作とも称賛している。
一方で、シナリオ全体における恋愛の描写が非常に浅いがために一部のシリアスなプロットとかみ合わない点を指摘しており、「楽しい」以上の体験をもたらさなかったと述べている。

## 関連作品

### テレビアニメ
第1作を原作にトライネットエンタテインメントとスタジオ雲雀の共同制作でテレビアニメが作られており、2006年7月から同年9月まで『つよきす Cool×Sweet』のタイトルで独立UHF局を中心に日本国内で放映されていた。内容面では主人公が近衛素奈緒に変更されたのを筆頭にストーリーや設定が再構成された作品となっている。全12話。

### ラジオ
『つよきす2学期 -Swift Love-』の発売に伴って、2009年5月18日から2012年6月26日まで音泉で『略してっ!つよきすラジオ♪』が配信されていた。パーソナリティは金田まひる（蟹沢きぬ役）と草柳順子（佐藤良美役）。